# J. Frank Aldrich

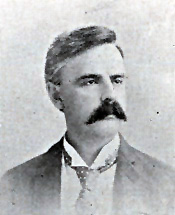
J. Frank Aldrich (1896)

James Franklin „Frank“ Aldrich (* 6. April 1853 in Two Rivers, Manitowoc County, Wisconsin; † 8. März 1933 in Chicago, Illinois) war ein US-amerikanischer Politiker. Zwischen 1895 und 1897 vertrat er den Bundesstaat Illinois im US-Repräsentantenhaus.

## Werdegang
Frank Aldrich war der Sohn des Kongressabgeordneten William Aldrich (1820–1885). Im Jahr 1861 kam er mit seinen Eltern nach Chicago, wo er die öffentlichen Schulen und später die Chicago University besuchte. Danach studierte er bis 1877 am Rensselaer Polytechnic Institute in Troy (New York). Später stellte er Leinöl her. Außerdem stieg er in das Gasgeschäft ein. Gleichzeitig schlug er als Mitglied der Republikanischen Partei eine politische Laufbahn ein. Zwischen 1886 und 1888 gehörte er dem Bezirksrat im Cook County an, dessen Präsident er 1887 war. In diesem Jahr gehörte er auch dem Bildungsausschuss dieses Bezirks an. Von 1891 bis 1893 war Aldrich Beauftragter der Stadt Chicago für öffentliche Arbeiten.
Bei den Kongresswahlen des Jahres 1892 wurde Aldrich im ersten Wahlbezirk von Illinois in das US-Repräsentantenhaus in Washington, D.C. gewählt, wo er am 4. März 1893 die Nachfolge von Abner Taylor antrat. Nach einer Wiederwahl konnte er bis zum 3. März 1897 zwei Legislaturperioden im Kongress absolvieren. Ab 1895 war er Vorsitzender des Committee on Accounts.
Im Jahr 1896 verzichtete Aldrich auf eine weitere Kongresskandidatur. Nach dem Ende seiner Zeit im US-Repräsentantenhaus wurde er zum Konsul auf Kuba ernannt. Diese Insel gehörte damals noch zu Spanien. Dieses Amt konnte er aber wegen des zwischenzeitlich ausgebrochenen Spanisch-Amerikanischen Krieges nicht antreten. Zwischen 1898 und 1923 war er Gutachter für Eisenbahnfragen (Railroad Appraiser). Er starb am 8. März 1933 in Chicago.